# Parafia św. Jana Chrzciciela w Cierpiszu
Parafia św. Jana Chrzciciela w Cierpiszu – parafia rzymskokatolicka, znajdująca się w archidiecezji przemyskiej, w dekanacie Łańcut II. 

## Historia
Pierwsza wzmianka o Cierpiszu pochodzi z 1624 roku, zwanej wówczas jako Wola Kraczkowska, która była przysiółkiem Kraczkowej. W 1937 roku zbudowano dwie kapliczki przydrożne upamiętniające diecezjalny Kongres Eucharystyczny.
13 maja 1984 roku bp Stefan Moskwa poświęcił tymczasową kaplicę i plac pod budowę kościoła. W 1985 roku rozpoczęto budowę murowanego kościoła, według projektu architektów inż. Adama Gustawa i inż. Józefa Kocera. 9 sierpnia 1987 roku bp Ignacy Tokarczuk poświęcił kościół pw. św. Jana Chrzciciela.
21 czerwca 1988 roku, dekretem bpa Ignacego Tokarczuka została erygowana parafia, z wydzielonego terytorium parafii w Kraczkowej.
Na terenie parafii jest 790 wiernych.
Proboszczowie parafii:
1988–2005. ks. Marek Rybka.
2005– nadal ks. Stanisław Chrapek.